# Diasemopsis comoroensis
Diasemopsis comoroensis är en tvåvingeart som beskrevs av Carr och Foeldvari 2006. Diasemopsis comoroensis ingår i släktet Diasemopsis och familjen Diopsidae.
Artens utbredningsområde är Komorerna. Inga underarter finns listade i Catalogue of Life.